# Jean Calas
Jean Calas (19 de marzo de 1698 - 10 de marzo de 1762) fue un modesto comerciante que residía en Toulouse (Francia) y que es conocido por haber sido víctima de un juicio parcial debido a su condición de protestante. En Francia se le considera un símbolo de la persecución por intolerancia religiosa, junto con François Jean Lefebvre (Caballero de La Barre) y Pierre-Paul Sirven.

## Historia

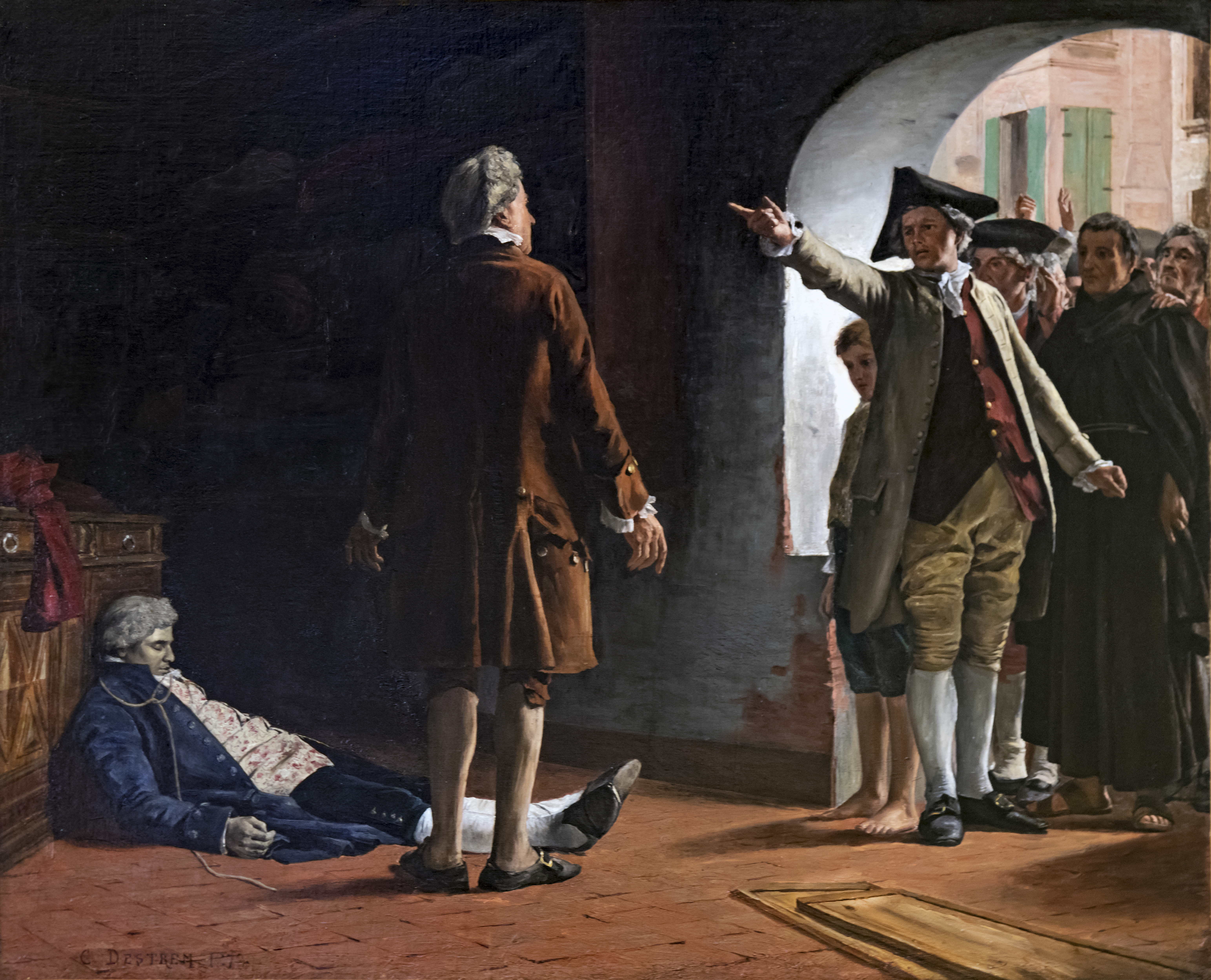
El arresto de Calas.

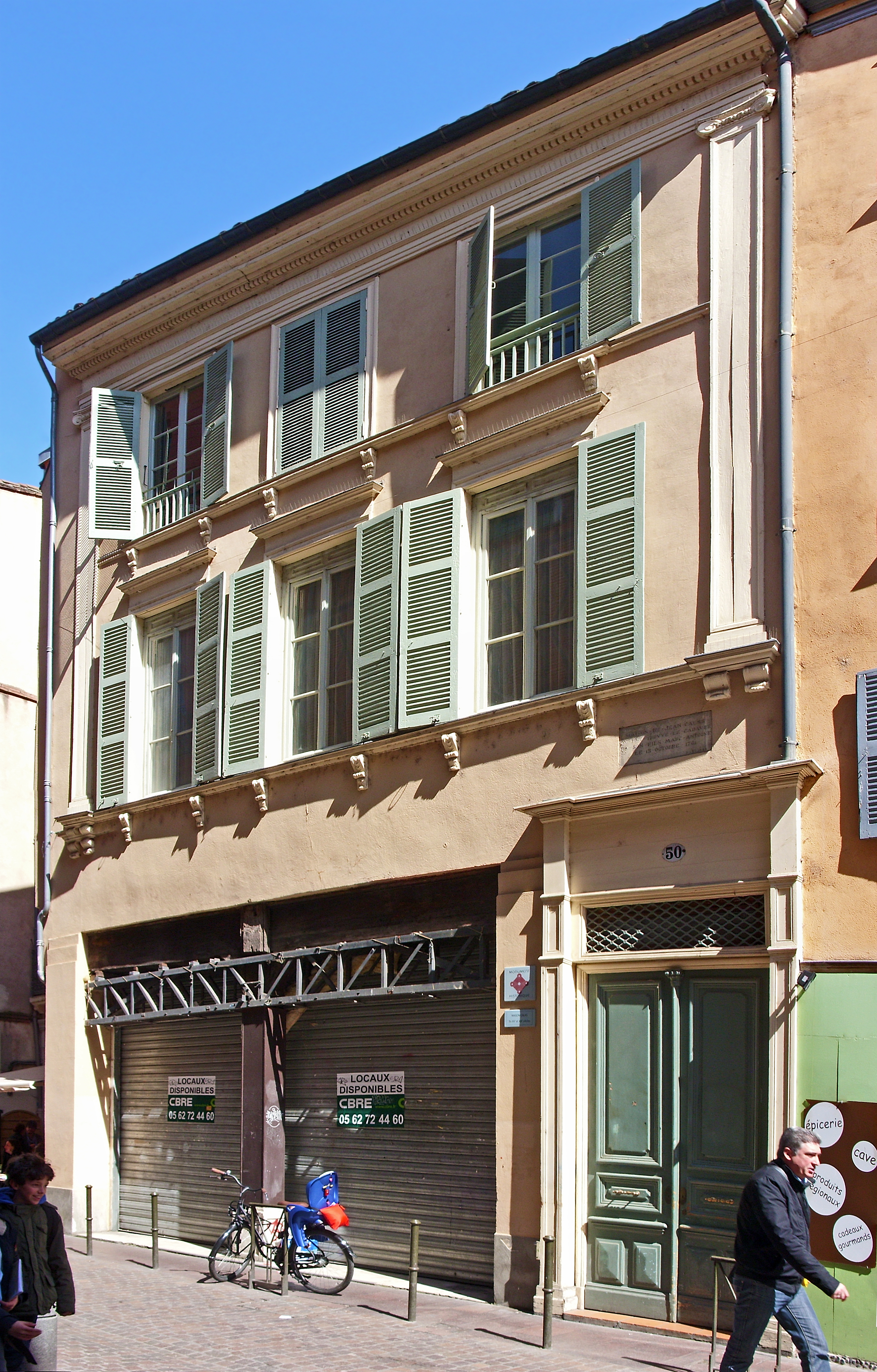
Maison Calas

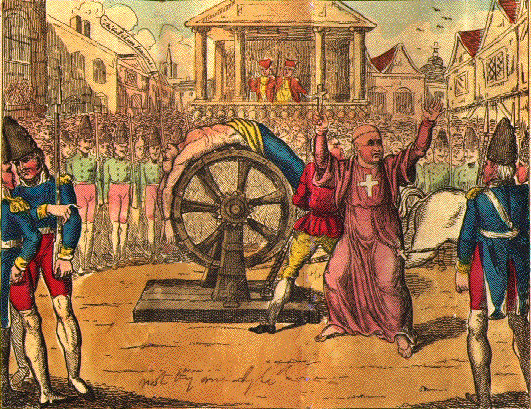
Jean Calas muere en la rueda en Toulouse.

Tanto Calas como su esposa eran protestantes. Francia era un país mayoritariamente católico y el catolicismo era la religión estatal. En su época, la dura represión del protestantismo iniciada por el rey Luis XIV con la revocación del edicto de Nantes había comenzado a ceder, pero los protestantes, como mucho, sólo eran tolerados.
Louis, uno de los hijos de Calas, se convirtió al catolicismo en 1756. Entre el 13 y 14 de octubre de 1761, el primogénito de Calas, Marc-Antoine, fue hallado muerto en la planta baja de la residencia familiar. 
Al interrogar a la familia, al principio declararon que había sido asesinado por un ladrón. Más tarde asegurarían que hallaron a Marc-Antoine ahorcado. Dado que la Iglesia consideraba el suicidio como el más aborrecible crimen contra uno mismo, y el cadáver del suicida era ultrajado, dispusieron las cosas para que la muerte de su hijo pareciese un estrangulamiento a consecuencia de un robo.
Según los rumores, Jean Calas habría asesinado a su hijo al enterarse de que, también él, pretendía convertirse al catolicismo. Sin indagar realmente si esta había sido la intención de Marc-Antoine, se le declaró mártir y se le sepultó de acuerdo con el rito católico, y se acusó al padre de asesinato.
El 9 de marzo de 1762, el Parlamento  de Toulouse sentenció a Jean Calas a morir en la rueda. El 10 de marzo se ejecutó la sentencia y murió clamando su inocencia. Tras la rueda, se le estranguló y el cadáver fue quemado en la hoguera.
La misma sentencia condenó al destierro a Pierre, otro de los hijos de Jean Calas, ordenó que se encerrara en un convento a sus dos hermanas y confiscó los bienes de la familia.

## Intervención de Voltaire
Voltaire conoció el caso mientras se encontraba en Ginebra (Suiza). Pierre Calas, que había sido desterrado, estaba seguro de la inocencia del padre y logró convencer al filósofo, que en un principio sospechaba que Calas había actuado por fanatismo anticatólico.
Para lograr la revisión del proceso, Voltaire publicó, en 1763, el Tratado sobre la tolerancia con motivo de la muerte de Jean Calas. Finalmente el 9 de marzo de 1765 se reconoció la inocencia de Jean Calas, cuya memoria y la de su familia fue rehabilitada.